# Bradley Barcola
Bradley Barcola   (Villeurbanne, 2 de setembre de 2002) és un futbolista francès que juga com a davanter o extrem pel Paris Saint-Germain FC.

## Palmarès
Paris Saint-Germain
- 1 Ligue 1: 2023-24[2]
- 1 Copa francesa: 2023-24[3]
- 2 Supercopes franceses: 2023,[4] 2024[5]